# Hasteinn Atlason
Hasteinn Atlason (c. 865-915) fue un caudillo vikingo de Noruega, hijo de Atli el Delgado que fue uno de los jarls de confianza de Harald I de Noruega. También uno de los primeros exploradores noruegos en colonizar Islandia. Hasteinn junto a sus hermanos Hólmsteinn y Hersteinn y hermanos de sangre Hjörleifr Hródmarsson e Ingólfur Arnarson, solían navegar juntos en expediciones vikingas pero un asunto de mal de amores relacionado con Helga, hermana de Ingólfur, enfrentó a los tres hermanos con sus antiguos aliados, muriendo Hólmsteinn y Hersteinn. Hjörleifr se casó finalmente con Helga y junto a Ingólfur escaparon a Islandia para evitar represalias.
Hasteinn también viajó a Islandia, fundador del asentamiento de Stokkseyri al sur de la isla, hacia el año 900.

## Herencia
Se casó con Þóra Ölvisdóttir (c. 850) y fruto de esa relación nació Atli Hásteinsson (888-926), que sería padre de Þórður dofni Atlason (c. 916-938) que se casó con Þórunn Ásgeirsdóttir (n. 921), ambos padres de Þorgils örrabeinstjúpr, personaje principal de la saga Flóamanna.